# Ainsworth (Nebraska)
Ainsworth je grad u američkoj saveznoj državi Nebraska. Prema popisu stanovništva iz 2010. u njemu je živjelo 1,728 stanovnika.